# Richard Stearman
Richard James Michael Stearman (Wolverhampton, 19 agosto 1987) è un ex calciatore inglese, di ruolo difensore.

## Carriera

### Club
Ha giocato nella prima e nella seconda divisione inglese.

### Nazionale
Ha partecipato agli Europei Under-21 del 2009, nei quali la sua nazionale è stata finalista perdente.

## Palmarès

### Club

#### Competizioni nazionali
- Football League Championship: 1

Wolverhampton: 2008-2009
- Football League One: 1

Wolwerhampton: 2013-2014